# Karpaty Zewnętrzne

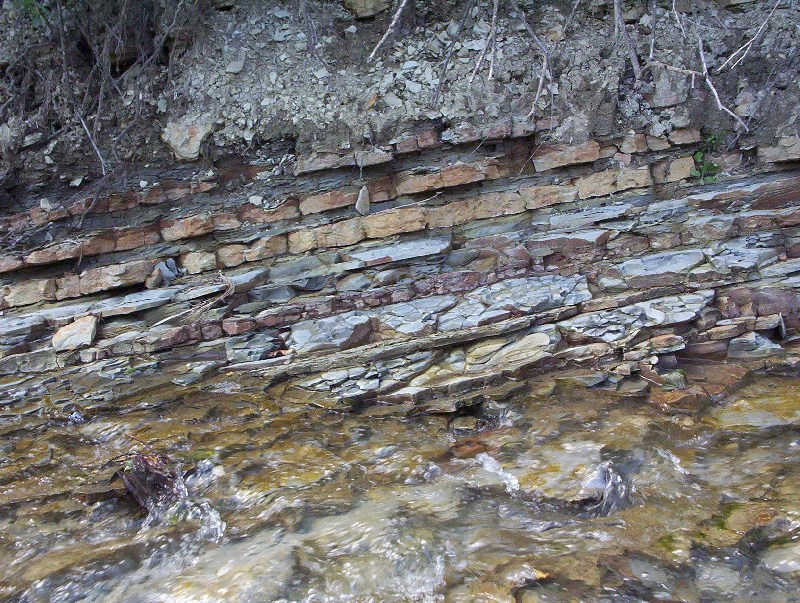
Flisz Karpacki

Karpaty Zewnętrzne, ze względu na budowę geologiczną zwane też Karpatami fliszowymi – pasmo ciągnące się jednym długim łukiem od doliny Dunaju w pobliżu Wiednia po przełęcz Predeal w Rumunii, przez terytoria Austrii, Czech, Słowacji, Polski, Ukrainy i Rumunii. Ich południową granicą (nie wszędzie wyraźnie zaznaczoną w terenie) jest Pieniński Pas Skałkowy, który oddziela je od Wewnętrznych Karpat Wschodnich i Zachodnich.
Zbudowane są głównie z serii zlepieńców, piaskowców i łupków ilastych (rzadziej z innych skał osadowych), które nazywamy fliszem karpackim. Osadziły się one w warunkach morskich na obszarze położonym na południe od dzisiejszych Karpat w kredzie i paleogenie. Zostały one sfałdowane na przełomie paleogenu i neogenu i pchnięte ku północy w postaci płaszczowin, ale ruchy górotwórcze trwały jeszcze później (zwłaszcza w Karpatach Wschodnich).
Karpaty Zewnętrzne dzieli się na:
- Zewnętrzne Karpaty Zachodnie – najwyższy szczyt: Babia Góra (1725 m n.p.m.)
- Zewnętrzne Karpaty Wschodnie  – najwyższy szczyt: Howerla (2061 m n.p.m.).